# Соломон II
Соломон II (груз. სოლომონ II; ок. 1772 — 7 февраля 1815, Трапезунд) — представитель Имеретинского Царского Дома и последний имеретинский царь. Царствовал с 1789 по 1790 годы и затем с 1792 года по 1810 годы. После его низложения Имеретинское царство, как и ранее Картли-Кахетинское царство, было включено в состав Российской империи.

## Биография
Был сыном царевича Арчила (умер 6 октября 1775 года), брата имеретинского царя Соломона I Великого, и царевны Елены (1753—1786), дочери царя Картли-Кахетинского царства Ираклия II. При рождении получил имя Давид. В 1784 году Соломон I, после смерти своего сына Александра оставшийся без наследников мужского пола, умер, назначив предварительно Давида своим наследником. Однако двоюродный брат Давида, Давид II, занял престол, развязав гражданскую войну. Ираклий II вмешался на стороне внука. Высланное им войско победило армию Давида II 10 июня 1789 года в битве при Матходжи. Давид, сын Арчила, стал царём Имеретии под именем Соломона II. Однако Давид II продолжил борьбу за престол, пока не потерпел окончательное поражение в 1792 году.
Соломон II правил Имеретией, опираясь на поддержку Ираклия II и продолжая политику Соломона I по уменьшению власти местной знати. В 1795 году он с небольшим войском присоединился к армии Ираклия в сражении с Ираном при Крцаниси.

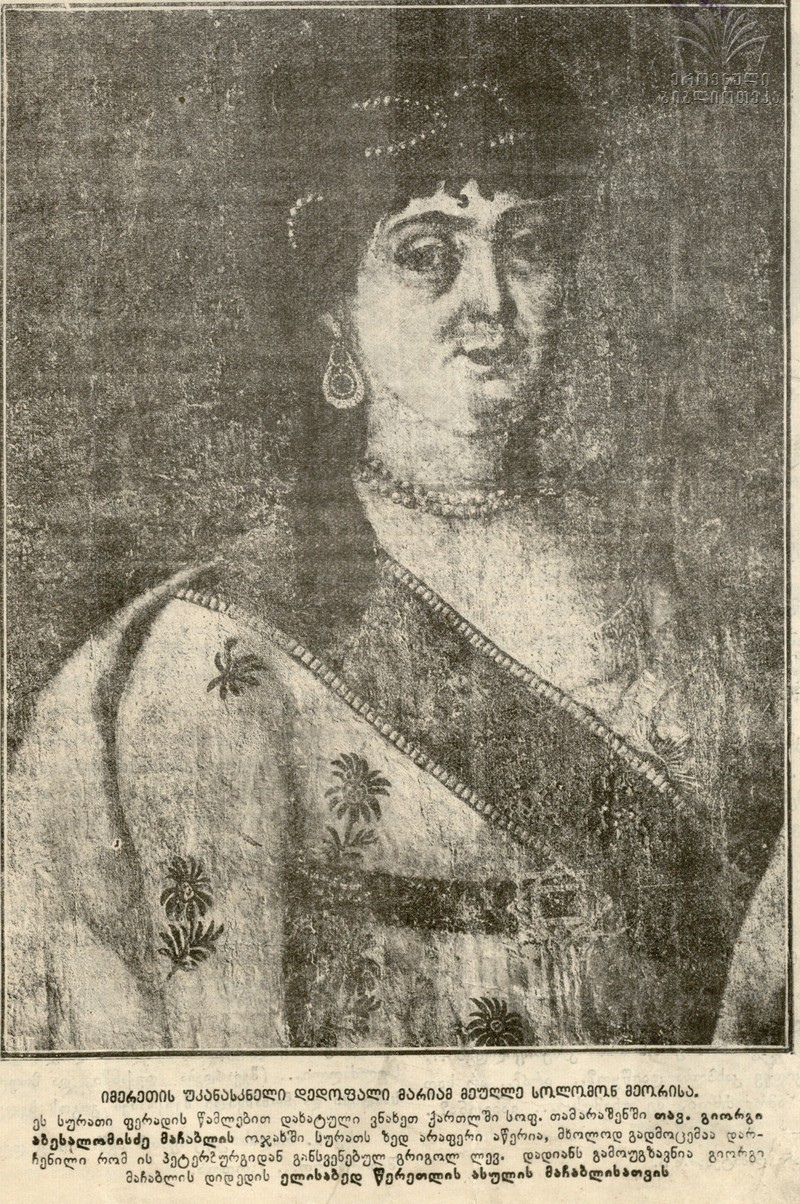
Портрет царицы Мариам, жены царя Имеретинского Соломона II

После смерти Ираклия в 1798 году и включения Картли и Кахетии в состав Российской империи в 1801 году ситуация в Имеретии значительно осложнилась. Вассал Имеретии, князь Мингрелии, перешёл под российский протекторат. Соломон пробовал заручиться поддержкой Турции и Ирана против России, но главнокомандующий российских войск в Грузии, генерал Павел Цицианов, 2 мая (20 апреля) 1804 года ввёл войска в Имеретию и вынудил Соломона II подписать соглашение о российском протекторате над Имеретией. Соглашение (Элазнаурская конвенция) было подписано 7 мая (25 апреля) 1804 года.
16 (4) июля Александр I подтвердил конвенцию. Тем не менее, отношения Соломона с Россией продолжали ухудшаться. В 1809 году он поддержал восстание в Восточной Грузии, начатое его родственниками, за что был взят под стражу и заключён в тюрьму в Тифлисе.
23 (11) мая 1810 года через Ахалцихе он бежал в Турцию. Между тем 4 марта (20 февраля) 1810 года российская администрация отстранила Соломона от власти и ввела войска, чтобы взять Имеретинское царство под свой контроль. Соломон ответил тем, что вернулся в Имеретию и поднял восстание против России, попытавшись заручиться поддержкой Турции, Ирана и наполеоновской Франции. После поражения восстания в сентябре 1810 года он бежал в Трапезунд, где и умер 19 (7) февраля 1815 года. Соломон был похоронен в соборе святого Григория Нисского в Трапезунде.
В 1990 году тело последнего грузинского царя было перенесено в Гелатский монастырь. Канонизация состоялась 27 июня 2005 года.